# Campionati europei di pugilato dilettanti femminili 2006
I Campionati europei di pugilato dilettanti femminili 2006 si sono tenuti a Varsavia, Polonia, dal 3 al 10 settembre 2006. È stata la 5ª edizione della competizione organizzata dall'organismo di governo europeo del pugilato dilettantistico, EUBC.
L'irlandese Katie Taylor (Pesi leggeri, 60 kg) è stata premiata come miglior pugile del torneo.

## Podi
| Specialità                 | Oro              | Argento             | Bronzo                               |
| Pesi paglia (kg 46)        | Steluta Duta     | Ewelina Pękalska    | Valeria Calabrese Svetlana Gnevanova |
| Pesi mosca leggeri (kg 48) | Olesya Gladkova  | Monika Csik         | Jenny Hardings Gulseda Basibutun     |
| Pesi mosca (kg 50)         | Hasibe Erkoc     | Viktoriya Usachenko | Valeria Imbrogno Lidia Ion           |
| Pesi supermosca (kg 52)    | Sumeyra Kaya     | Saliha Ouchen       | Jagoda Karge Maarit Teuronen         |
| Pesi gallo (kg 54)         | Kari Jensen      | Karolina Michalczuk | Ludmila Hrytsay Sofia Ochigava       |
| Pesi piuma (kg 57)         | Elena Karpacheva | Dina Burger         | Ingrid Egner Myriam Dellal           |
| Pesi leggeri (kg 60)       | Katie Taylor     | Tatyana Chalaya     | Anna Kasprzak Gulsum Tatar           |
| Pesi superleggeri (kg 63)  | Vinni Skovgaard  | Yulia Nemtsova      | Saida Gasanova Kinga Siwa            |
| Pesi welter (kg 66)        | Aya Cissoko      | Lesja Kozlan        | Karolina Koszela Irina Poteyeva      |
| Pesi superwelter (kg 70)   | Olga Slavinskaya | Natalia Ostroumova  | Klara Svensson Martina Schmoranzova  |
| Pesi medi (kg 75)          | Maria Yavorskaya | Olha Novikova       | Anita Ducza Mia Etelapelto           |
| Pesi mediomassimi (kg 80)  | Beata Małek      | Galina Ivanova      | Irina Komar Selma Yagci              |
| Pesi massimi (kg 80 +)     | Maria Kovacs     | Semsi Yarali        | Adriana Hosu Albina Vaskyekina       |

## Medagliere
Nazione ospitante 
| Posiz. | Nazione   | Oro | Argento | Bronzo | Totale |
| ------ | --------- | --- | ------- | ------ | ------ |
| 1      | Russia    | 4   | 4       | 4      | 12     |
| 2      | Turchia   | 2   | 1       | 3      | 6      |
| 3      | Polonia   | 1   | 2       | 4      | 7      |
| 4      | Francia   | 1   | 1       | 1      | 3      |
| 4      | Ungheria  | 1   | 1       | 1      | 3      |
| 6      | Romania   | 1   | 0       | 2      | 3      |
| 7      | Norvegia  | 1   | 0       | 1      | 2      |
| 8      | Danimarca | 1   | 0       | 0      | 1      |
| 8      | Irlanda   | 1   | 0       | 0      | 1      |
| 10     | Ucraina   | 0   | 2       | 3      | 5      |
| 11     | Israele   | 0   | 1       | 0      | 1      |
| 11     | Svizzera  | 0   | 1       | 0      | 1      |
| 13     | Finlandia | 0   | 0       | 2      | 2      |
| 13     | Italia    | 0   | 0       | 2      | 2      |
| 13     | Svezia    | 0   | 0       | 2      | 2      |
| 16     | Rep. Ceca | 0   | 0       | 1      | 1      |
|        | Totale    | 13  | 13      | 26     | 52     |